# Alojzij Žitko
Alojzij Žitko, slovenski rimskokatoliški duhovnik in izseljenski delavec, * 21. junij 1905, Gorica, † 2000.

## Življenje in delo
Družina se je leta 1915 preselila v Ljubljano. Tu je 1924 končal klasično gimnazijo in 1929 bogoslovje. Po končanem študiju je bi v ljubljanski škofiji kaplan in tajnik (1929–1935), nato kaplan v Šenčurju (1936–1940/1941) ter do nemške okupacije aprila 1941 župnik v Tržiču. Med vojno je bil spiritual v Baragovem semenišču v Ljubljani. Maja 1945 je odšel v Avstrijo, bil tu do 1949 kaplan v Lienzu in Oberlienzu. Leta 1949 se je preselil v Združene države Amerike. V krajih Santa Rosa (Kalifornija) in Oakland je bil do leta 1963 kaplan, nato v letih 1963−1970 župnik v Rodeu (Kalifornija) ter do upokojitve 1984 ponovno kaplan v Oaklandu. V vseh krajih v katerih je po vojni služboval je deloval v prosveti, v Kaliforniji pa je skrbel tudi za slovenske izseljence.